# قائمة محطات الطاقة في إيران

محطة توليد الكهرباء في شازند

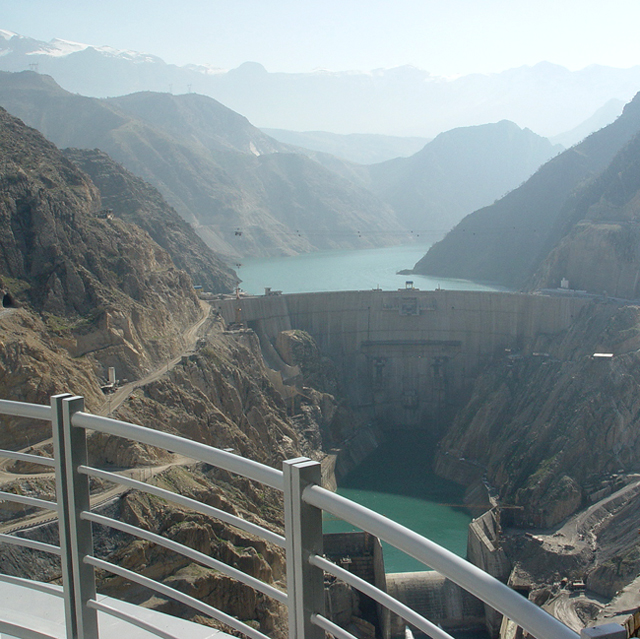
برزت إيران كواحدة من أكبر شركات بناء السدود في العالم في السنوات الأخيرة.

تعتبر إيران قوة عظمى في مجال الطاقة. فهي تمتلك رابع أكبر احتياطي النفط وأكبر احتياطي الغاز الطبيعي في العالم. وهي ثالث أكبر منتج للغاز الطبيعي (5.1٪ من الإجمالي العالمي و 184 مليار متر مكعب)؛ الذي يستخدم في المقام الأول لتوليد الكهرباء المحلية أو إنتاج الحرارة.
تخطط إيران لإنتاج 23000 ميغاواط من الكهرباء من خلال التكنولوجيا النووية بحلول عام 2025 لتلبية الطلب المتزايد على الطاقة.
بحلول نهاية عام 2018، وصل اجمالي توليد الكهرباء في إيران إلى 68 الف و132 ميغاواط. وقد ترتبط شبكة الكهرباء الإيرانية بسبع دول مجاورة وهي أفغانستان وباكستان والعراق وتركيا وأرمينيا وأذربيجان وتركمانستان. وتصدر إيران 5.5 تيرا واط ساعة سنويا من الكهرباء.
تتضمن القائمة التالية محطات الطاقة في جمهورية إيران الإسلامية.

## محطات تحويل النفايات إلى الطاقة
| الاسم                               | المحافظة              | السعة (MW) | النوع            | التشغيل | ملاحظات |
| ----------------------------------- | --------------------- | ---------- | ---------------- | ------- | --- |
| محطة الغاز الحيوي في شيراز          | محافظة فارس           | 1.1        | محطة هضم لاهوائي | 2009    | يستخدم المصنع النفايات العضوية كوقود لإنتاج الكهرباء. |
| محطة الغاز الحيوي في مشهد           | محافظة خراسان الرضوية | 0.6        | محطة هضم لاهوائي | 2010    | يستخدم المصنع النفايات العضوية كوقود لإنتاج الكهرباء. |
| محطة الحرق لتوليد الكهرباء في طهران | محافظة طهران          | 3.5        | حرق النفايات     | 2012    | المحطة لديها القدرة على حرق 300 طن من النفايات الصلبة يوميا. |
| محطة الحرق لتوليد الكهرباء في ساري  | محافظة مازندران       | 4          | حرق النفايات     | 2012    | تم تصميم المحطة لحرق أكثر من 450 طنًا من النفايات يوميًا، وإنتاج 10 ميغاواط من الكهرباء. كذلك يتم استخدام المحطة للبحث وتطوير المعلومات عن 20 محطات اخری من هذا القبيل في مدن إيران الكبرى. |

## محطات تعمل بواسطة الطاقة الحرارية الجوفية
| الاسم                 | الموقع        | السعة       | النوع                        | التشغيل | ملاحظات                                                                |
| --------------------- | ------------- | ----------- | ---------------------------- | ------- | ---------------------------------------------------------------------- |
| محطة كهرباء مشكين شهر | محافظة اردبيل | 250 ميغاواط | محطة الطاقة الحرارية الأرضية | 2010    | إنها أول محطة توليد الكهرباء باستخدام الطاقة الحرارية الأرضية في إيران |

## محطات ضخ وتخزين الطاقة الكهرومائية
| الاسم                              | المحافظة         | السعة                                       | النوع                                                | التشغيل   | ملاحظات                                      |
| ---------------------------------- | ---------------- | ------------------------------------------- | ---------------------------------------------------- | --------- | -------------------------------------------- |
| محطة ضخ وتخزين الطاقة في سياه بيشه | محافظة مازاندران | الإخراج: 1040 ميجاوات. الادخال: 940 ميغاواط | ضخ وتخزين الطاقة الكهرومائية                         | 2013-2015 | أول محطة <i>ضخ وتخزين الطاقة الكهرومائية</i> |
| سد مضخة مضخة إيلام                 | محافظة إيلام     | الإخراج: 1000 ميغاواط                       | ضخ وتخزين الطاقة الكهرومائية                         |           | دراسة الجدوى                                 |
| سد آزاد                            | محافظة كردستان   | 10 ميغاواط التجديد: 500 ميغاواط             | سد للطاقة الكهرومائية / ضخ وتخزين الطاقة الكهرومائية | 2014      |                                              |

## محطان الطاقة نووي

### محطات في الخدمة حاليًا
| اسم                       | المحافظة | السعة (MW) | النوع | التشغيل    | ملاحظات |
| ------------------------- | -------- | ---------- | ----- | ---------- | --- |
| محطة بوشهر للطاقة النووية | بوشهر    | 915        | VVER  | 2010-07-01 | في البداية، كان من المفترض أن تحتوي محطة بوشهر لتوليد الطاقة النووية علی أربعة PWRs، تبلغ طاقة كل منها 915 ميغاواط. ولكل منها قدرة توليد الكهرباء من 915 MW. في سبتمبر 2013 حققت مفاعل بوشهر -1 التشغيل التجاري. |

### محطات تحت الإنشاء
| الاسم                       | المحافظة | السعة (MW) | النوع              | التشغيل | ملاحظات                                                                                                 |
| --------------------------- | -------- | ---------- | ------------------ | ------- | --- |
| IR-40                       | اراك     | 40         | مفاعل الماء الثقيل | غ/م     | هذه المحطة مصممة لإنتاج الطاقة والنظائر. وإنه أول مفاعل نووي إيراني مبني بشكل محلي.                     |
| محطة دارخوین للطاقة النووية | دارخوين  | 360        | مفاعل الماء الثقيل | غ/م     | بدأ بناء محطة دارخوين للطاقة النووية في عام 2008. وتم بناؤه على أساس التقنيات المحلية المتطورة ل IR-40. |

## محطات تعمل بالطاقة الشمسية

### محطات في الخدمة حاليًا
تتمتع إيران بإمكانية كبيرة للاستفادة من الطاقة الشمسية، بوجود نحو 300 يوم صافٍ ومشمس في السنة. حيث يتراوح معدل الإشعاع الشمسي في ایران 2.200 كيلو واط ساعة لكل متر مربع.
| الاسم                            | المقاطعة | السعة         | النوع                         | التشغيل | ملاحظات |
| -------------------------------- | -------- | ------------- | ----------------------------- | ------- | --- |
| محطة يزد للطاقة الشمسية الحرارية | يزد      | 17 ميغاواط    | الدورة المركبة للطاقة الشمسية | 2009    | تعد محطة يزد للطاقة الشمسية الحرارية أول محطة طاقة شمسية مركبة في العالم تستخدم الغاز الطبيعي والطاقة الشمسية. إنها أكبر محطة للطاقة الشمسية في الشرق الأوسط وثامن أكبر محطة في العالم. |
| محطة شيراز للطاقة الشمسية        | شيراز    | 250 كيلو واط  | طاقة شمسية مركزة              | 2009    | محطة شيراز للطاقة الشمسية هي أول محطة للطاقة الشمسية في إيران. يتم حاليًا ترقيته إلى 500 كيلوواط.                                                                                        |
| محطة مشهد للطاقة الشمسية         | مشهد     | 432 كيلو واط  |                               | 2011    | 36°16′17″N 59°39′03″E / 36.2713°N 59.6508°E |
| محطة ملارد للطاقة الشمسية 365 KW | ملارد    | 365 كيلو واط  | محطة للطاقة الشمسية PV        | 2014    | تعتبر محطة ملارد للطاقة الشمسية أكبر محطة للطاقة الشمسية في إيران بواسطة شركة آرتين بارسيان للطاقة الشمسية الكتلة الحيوية.                                                              |
| محطة همدان                       | همدان    | 14 ميغاواط    | محطة طاقة كهرضوئية            | 2017    | [ 18 ] |
| محطة أصفهان                      | اصفهان   | 10 ميغاواط    | محطة طاقة كهرضوئية            | 2017    | اصفهان - جرغوية سوفلا |
| محطة اراك                        | اراك     | 1 ميغاواط     | محطة طاقة كهرضوئية            | 2017    | [ 20 ] |
| محطة كهرباء أبهر الرازي          | ابهر     | 110 كيلو فولت | محطة طاقة كهرضوئية            | 2017    | محطة أبهر الرازي لتوليد الطاقة الشمسية هي أول محطة لتوليد الطاقة من القطاع الخاص في إيران. يتم ترقيته حاليًا إلى 7 ميغاواط.                                                              |
| محطة ماهان                       | كرمان    | 20 ميغاواط    | محطة طاقة كهرضوئية            | 2017    | [ 21 ] |

## محطات تعمل بطاقة الرياح
| الاسم                    | المحافظة           | السعة         | النوع               | التشغيل | ملاحظات |
| ------------------------ | ------------------ | ------------- | ------------------- | ------- | --- |
| مزرعة رياح بينالود       | محافظة رضوي خراسان | 28.2 ميغاواط  | مزرعة الرياح البرية | 2008    | هذه مزرعة الرياح تشمل 43 توربينات 660 كيلوواط ساعة. وثم تم ترقيتها إلى 93 وحدة توربينية بسعة إجمالية قدرها 61.2 ميغاواط في الساعة. |
| مزرعة رياح منجيل ورودبار | محافظة جيلان       | 100.8 ميغاواط | مزرعة الرياح البرية | 1994    | هذه مزرعة الرياح تشمل 171 وحدة توربينية من 300-660 كيلوواط ساعة. وهي كانت أول مزرعة الرياح في إيران.                               |
| مزرعة رياح كهك           | محافظة قزوين       | 55 ميغاواط    | مزرعة الرياح البرية | 2014    | تشمل 10 وحدات من 2500 كيلوواط. يتم تطويرها حاليًا إلى 40 وحدة توربينية بسعة إجمالية قدرها 100 ميغاواط.                              |
| مزرعة رياح طارم          | محافظة قزوين       | 200 ميغاواط   | مزرعة الرياح البرية | 2018    | حاليًا في المرحلة الأولى، تشمل 18 وحدة بسعة إجمالية قدرها 61.2 ميغاواط.                                                             |

## محطات اخری
| الاسم                          | المحافظة     | السعة        | النوع                                  | التشغيل | ملاحظات |
| ------------------------------ | ------------ | ------------ | -------------------------------------- | ------- | --- |
| محطة كهرباء قزوين الهيدروجينية | محافظة قزوين | 200 كيلو واط | خلية كهروضوئية / خلية وقود             | 2009    | يعتمد المصنع على فكرة الاقتصاد الهيدروجيني ، باستخدام الخلايا الكهروكيميائية الضوئية لإنتاج الهيدروجين لتوليد الكهرباء في خلايا الوقود .                                                                  |
| محطة كهرباء شهيد الاسماعيلي    | محافظة طهران | 7 ميغاواط    | نظام الجمع بين الحرارة والطاقة ( CHP ) | —       | CHP هو نظام ينطوي على استرداد حرارة النفايات عند توليد الکهرباء لتوليد طاقة مفيدة لأغراض أخرى مثل التدفئة. يزيد هذا النظام من كفاءة محطة الطاقة بأكثر من 1.5مرة بالنسبة الي كفاءة محطات الطاقة التقليدية. |